# Universidade de Manchester

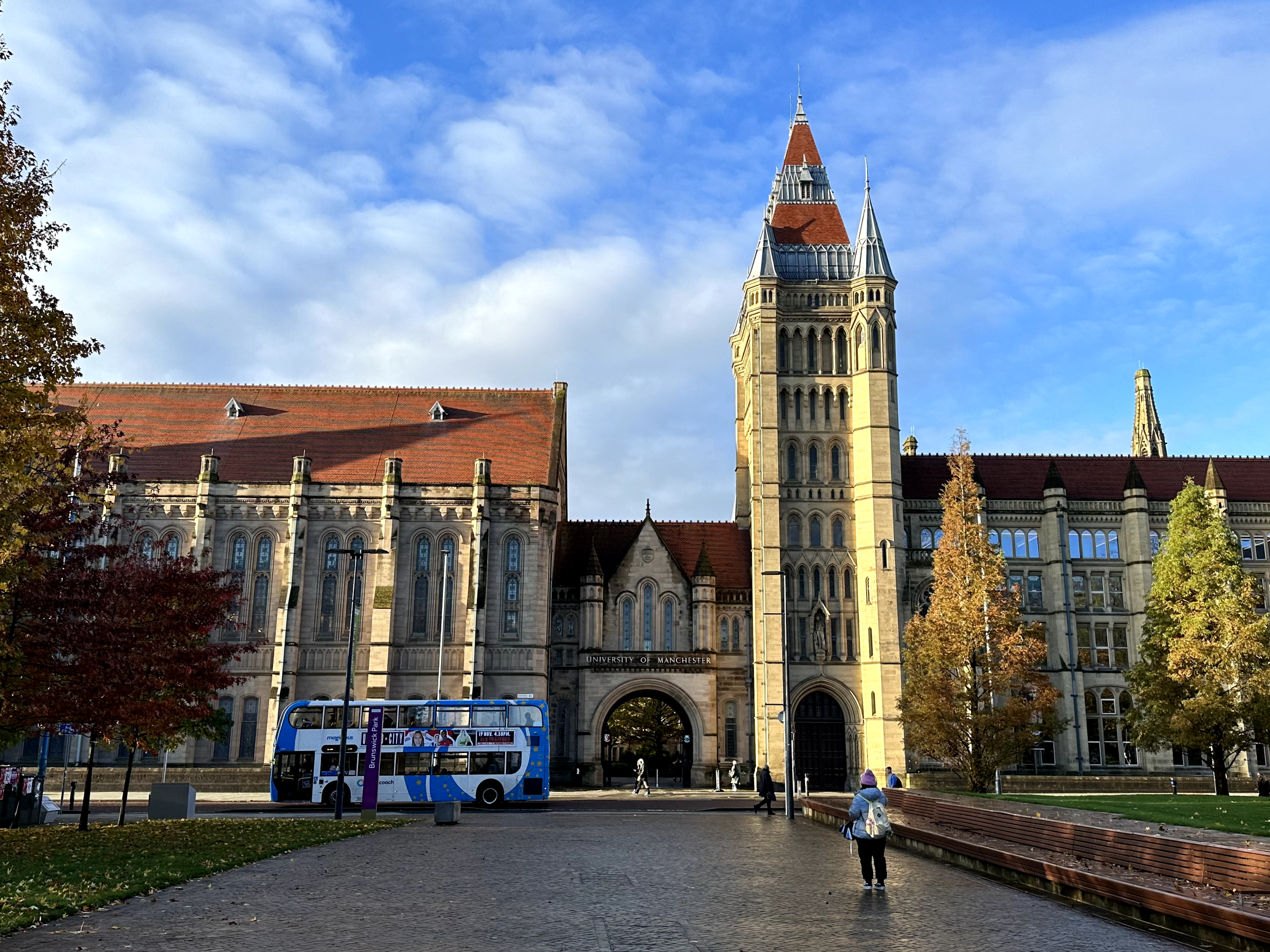
Universidade de Manchester

A Universidade de Manchester (inglês: The University of Manchester) é uma universidade pública de investigação localizada em Manchester, Reino Unido, considerada uma das mais prestigiadas instituições de ensino superior do mundo. 
A Universidade de Manchester já produziu 25 vencedores do Prémio Nobel, sendo quatro deles professores na universidade ainda hoje, mais do que qualquer outra universidade britânica, como é o caso do economista Joseph Stiglitz. É considerada a 8ª melhor universidade da Europa, e a 27ª melhor universidade do mundo, de acordo com a QS World University Rankings 2019-20. Os seus alunos são os mais procurados pelas principais empresas do Reino Unido, de acordo com o 2015 High Fliers Report.
Em 2015-16, a universidade gerou 987.2 milhões de libras. É a 3ª maior universidade britânica em termos de doações monetárias recebidas, sendo suplantada apenas por Oxford e Cambridge.
A universidade faz parte do Russell Group, um grupo de 24 universidade britânicas reconhecidas pela alta qualidade de suas pesquisas. As instituições também são caracterizadas pelo excelente padrão de ensino e suas conexões com negócios e setores públicos.